# Alisa Kulyk
Alisa Kulyk (ukrainska: Аліса Кулик), född 17 april 2008, är en ukrainsk konstsimmare.

## Karriär
Vid junior-EM 2023 i Funchal tog Kulyk silver i det tekniska parprogrammet och brons i det fria parprogrammet tillsammans med Amelija Volynska. Vid konstsim-EM 2025 i Funchal var hon en del av Ukrainas lag som tog silver i både det tekniska och akrobatiska lagprogrammet.